# BMW serii 2 Active Tourer
BMW serii 2 Active Tourer – samochód osobowy typu minivan klasy kompaktowej produkowany pod niemiecką marką BMW od 2014 roku. Od 2021 roku jest produkowana druga generacja modelu. Przedłużona wersja nosiła nazwę Gran Tourer.

## Pierwsza generacja

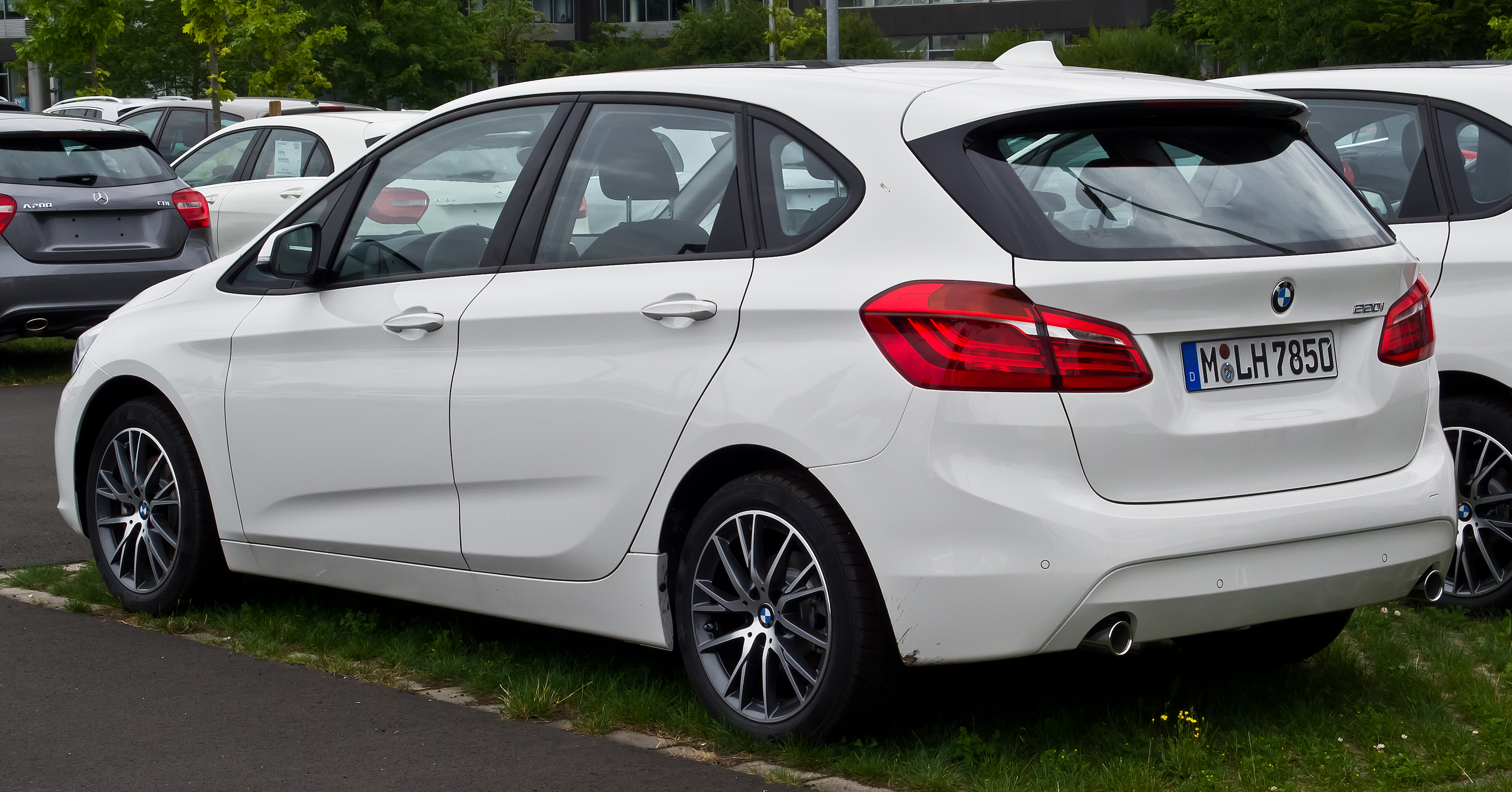
BMW serii 2 Acitve Tourer I (F45) – tył

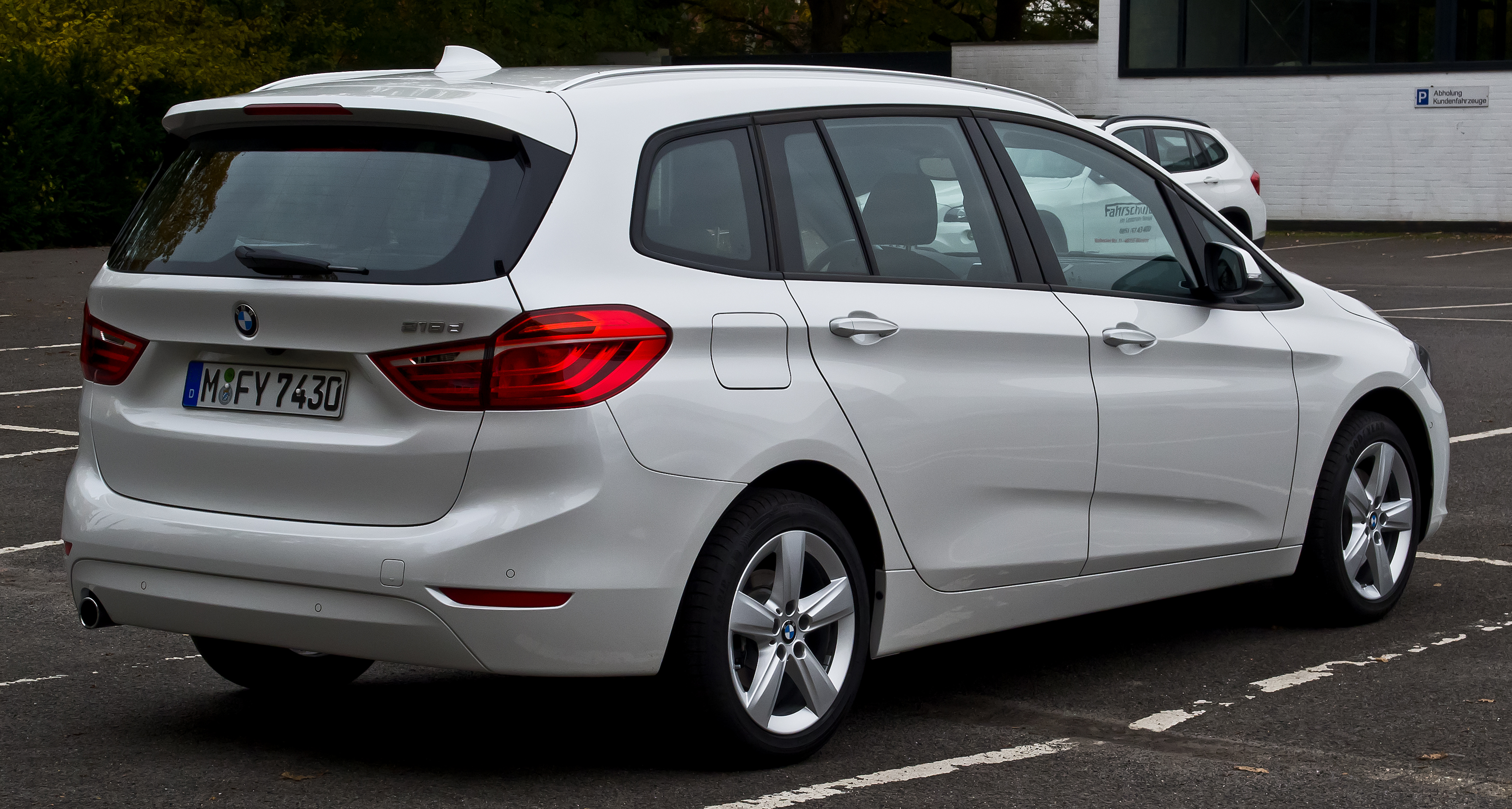
BMW serii 2 Gran Tourer I (F46)

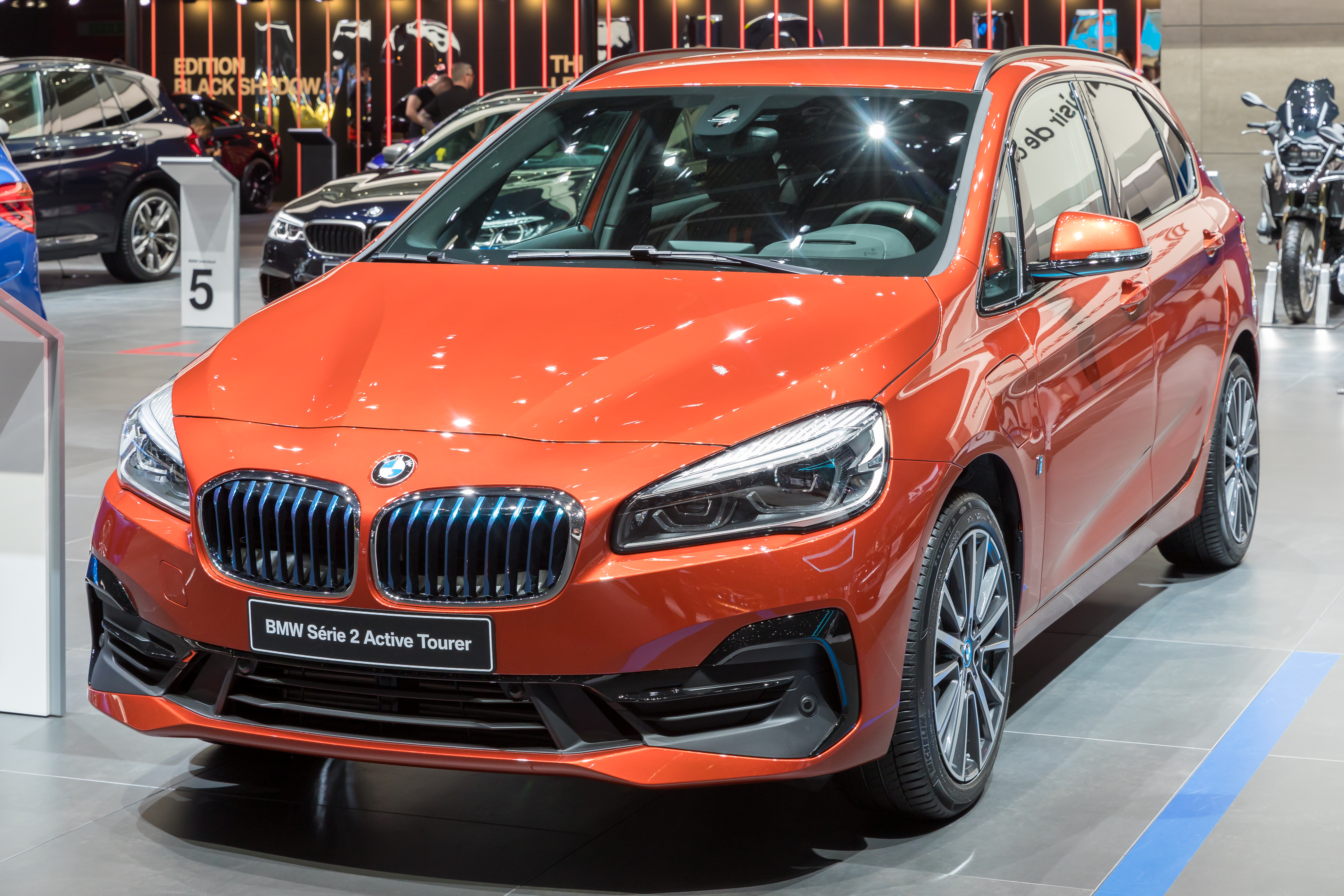
BMW serii 2 Active Tourer I (F45) po liftingu

BMW serii 2 Active Tourer I zaprezentowano podczas 84. Międzynarodowego Salonu Samochodowego w Genewie 2014. Jest to pierwszy minivan w historii tej marki, a także zarazem pierwszy model wyposażony seryjnie w napęd przedni. Bliskim krewnym technicznym Serii 2 Active Tourer został Mini Countryman.
Początkowo samochód oferowany był z silnikami 218i, 225i i 218d. Następnie we wrześniu do gamy jednostek dołączył motor 220d, a w listopadzie 220i. Ponadto do sprzedaży w listopadzie 2014 roku trafił też wariant M Sport, który wyróżnia się 17- lub 18-calowymi felgami, obniżonym o 10 mm sportowym zawieszeniem i czarną atrapą chłodnicy. Jest on również wyposażony w sportową skórzaną kierownicę, antracytową podsufitkę i fotele obite skórzaną tapicerką.
W 2015 roku odbyła się premiera BMW 225xe iPerformance - modelu hybrydowego typu plug-in. Źródłem napędu przedniej osi jest benzynowy silnik o pojemność 1,5l o mocy 136 koni mechanicznych. Tył natomiast zasila elektryczny silnik, którego przybliżona moc wynosi 88 KM. Przyspieszenie hybrydy od 0 do 100 km/h trwa 6,7 s. Litowo-jonowe baterie mają pojemność 5,7 kWh, która pozwala na przejechanie 41 kilometrów z prędkością do 125 km/h. Opcjonalnie samochód może mieć napęd na cztery koła (xDrive).
W 2018 roku samochód przeszedł lifting.

### Gran Tourer
Przedłużony wariant siedmioosobowy o kodzie fabrycznym F46 został zaprezentowany w czerwcu 2015 roku. Samochód zyskał większy rozstaw osi, inną stylizację tyłu i nieco inną nazwę - zamiast Active Tourer, Gran Tourer. Dzięki uzyskanej przestrzeni możliwe jest przesuwanie kanapy w drugim rzędzie siedzeń w zakresie 13 centymetrów. Gama silnikowa F46 obejmuje trzy jednostki benzynowe o mocach od 102 do 192 koni mechanicznych oraz trzy wysokoprężne osiągające od 116 do 190 KM. Do roku 2016 oferowany był słabszy silnik Diesla 214d (95 KM). W 2022 roku zakończono produkcję i sprzedaż 7-osobowej wersji bez następcy.

### Silniki
| Oznaczenie           | Pojemność skokowa | Zawory            | Moc maksymalna przy obr./min                                            | Max. moment obrotowy przy obr./min   | Kod silnika       | Prędkość maksymalna | Okres produkcji   |
| Silniki benzynowe    | Silniki benzynowe | Silniki benzynowe | Silniki benzynowe                                                       | Silniki benzynowe                    | Silniki benzynowe | Silniki benzynowe   | Silniki benzynowe |
| -------------------- | ----------------- | ----------------- | ----------------------------------------------------------------------- | ------------------------------------ | ----------------- | ------------------- | ----------------- |
| 216i                 | 1499 cm³          | 12                | 75 kW (102 KM)/ 4100                                                    | 180 Nm / 1200–3800                   | B38B15            | 188 km/h            | od 11/2015        |
| 218i                 | 1499 cm³          | 12                | 100 kW (136 KM)/ 4400                                                   | 220 Nm / 1250–4300                   | B38B15            | 200–205 km/h        | od 03/2014        |
| 220i                 | 1998 cm³          | 16                | 141 kW (192 KM)/ 4700                                                   | 280 Nm / 1250–4600                   | B48B20            | 230 km/h            | od 11/2014        |
| 225i                 | 1998 cm³          | 16                | 170 kW (231 KM) / 5000                                                  | 350 Nm / 1250–4500                   | B48B20            | 235–240 km/h        | od 03/2014        |
| 225i xDrive          | 1998 cm³          | 16                | 170 kW (231 KM) / 5000                                                  | 350 Nm / 1250–4500                   | B48B20            | 237 km/h            | od 11/2014        |
| 225xe                | 1499 cm³          | 12                | 100 kW (136 KM) / 4400 + 65 kW (88 KM )/ 4000 (Łącznie: 165 kW (224 KM) | 220 Nm / 1250–4300 (Łącznie: 385 Nm) | B38B15            | 202 km/h            | od 08/2016        |
| Silniki wysokoprężne |                   |                   |                                                                         |                                      |                   |                     |                   |
| 214d                 | 1496 cm³          | 12                | 70 kW (95 KM)/ 4000                                                     | 220 Nm / 1750–2250                   | B37D15            | 185 km/h            | 03/2015 – 02/2016 |
| 216d                 | 1496 cm³          | 12                | 85 kW (116 KM)/ 4000                                                    | 270 Nm / 1750–2250                   | B37D15            | 195 km/h            | od 11/2014        |
| 218d                 | 1995 cm³          | 16                | 110 kW (150 KM) / 4000                                                  | 330 Nm / 1750–2750                   | B47D20            | 205–208 km/h        | od 03/2014        |
| 218d xDrive          | 1995 cm³          | 16                | 110 kW (150 KM) / 4000                                                  | 330 Nm / 1750–2750                   | B47D20            | 205–208 km/h        | od 11/2015        |
| 220d                 | 1995 cm³          | 16                | 140 kW (190 KM) / 4000                                                  | 400 Nm / 1750–2500                   | B47D20            | 227 km/h            | od 03/2014        |
| 220d                 | 1995 cm³          | 16                | 140 kW (190 KM) / 4000                                                  | 400 Nm / 1750–2500                   | B47D20            | 223 km/h            | od 03/2014        |

## Druga generacja

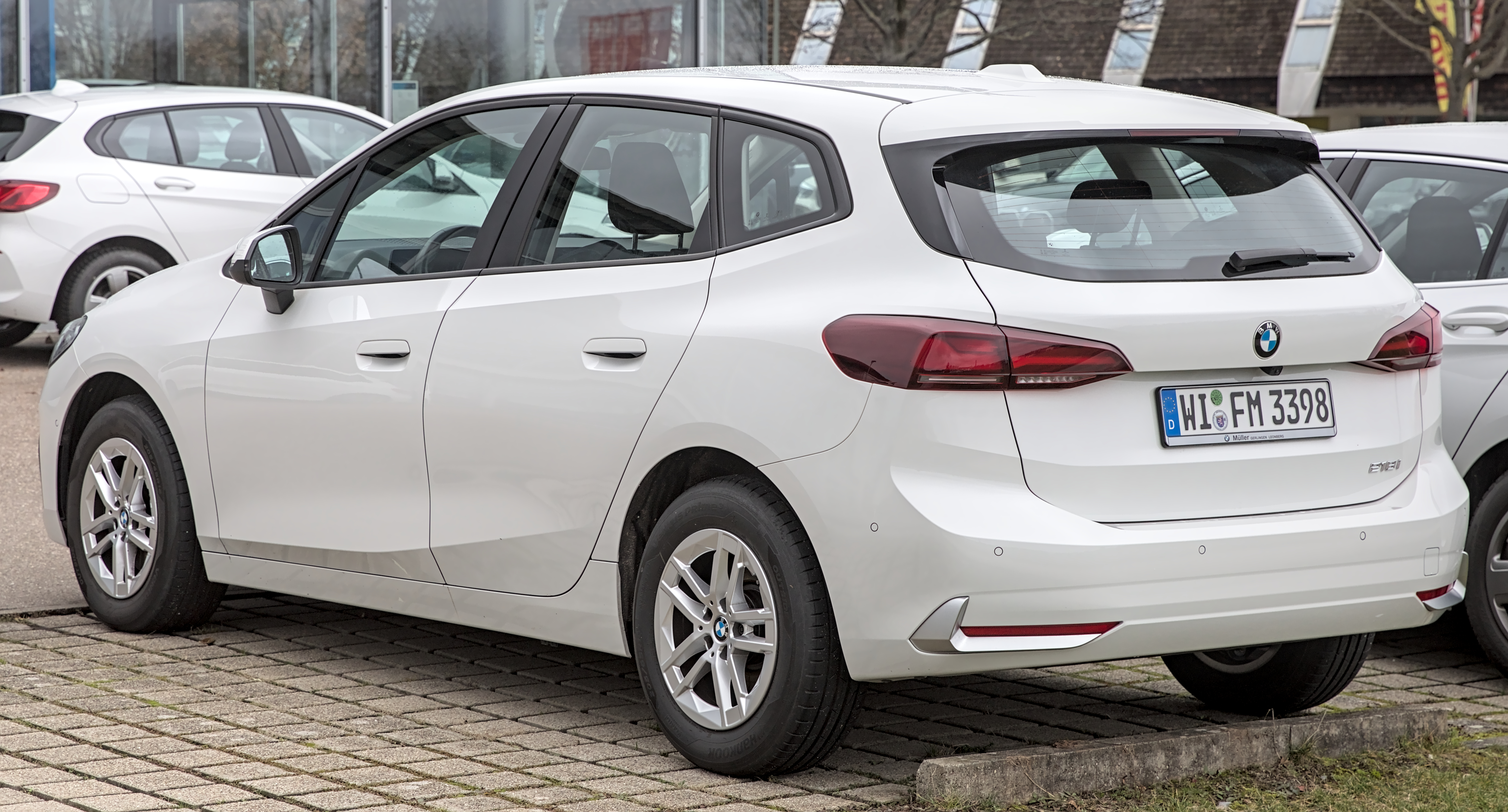
BMW serii 2 Active Tourer II (U06) – tył

BMW serii 2 Active Tourer II został zaprezentowany po raz pierwszy w 2021 roku.
Druga generacja modelu nosi kod fabryczny z literą U – U06. Dostępny jest z różnymi silnikami benzynowymi i wysokoprężnymi, a także w wersji PHEV. W przeciwieństwie do poprzednika nie jest dostępny w 7-osobowym przedłużonym wariancie Gran Tourer. Sprzedaż modelu ruszyła w lutym 2022 roku. 